# Araitz
Araitz est une commune de la Communauté forale de Navarre dans le Nord de l'Espagne. Le nom de la ville en espagnol est Araiz. Elle est située dans la zone bascophone de la province où la langue basque est co-officielle avec l'espagnol et à 45 km de sa capitale, Pampelune. Le secrétaire de mairie est aussi celui de Betelu.

## Division linguistique
En 2011, 88.4% de la population de Araitz avait le basque comme langue maternelle. La population totale située dans la zone bascophone en 2018, comprenant 64 municipalités dont Araitz, était bilingue à 60.8%, à cela s'ajoute 10.7% de bilingues réceptifs.

### Droit
En accord avec Loi forale 18/1986 du 15 décembre sur le basque, la Navarre est linguistiquement divisée en trois zones. Cette municipalité fait partie de la zone bascophone où l'utilisation du basque y est majoritaire. Le basque et le castillan sont utilisés dans l'administration publique, les médias, les manifestations culturelles et dans l'éducation ; cependant l'usage courant du basque y est présent et encouragé le plus souvent.

### Sources
- (es) Cet article est partiellement ou en totalité issu de l’article de Wikipédia en espagnol intitulé « Araiz » (voir la liste des auteurs).